# Johann Peter Hebel

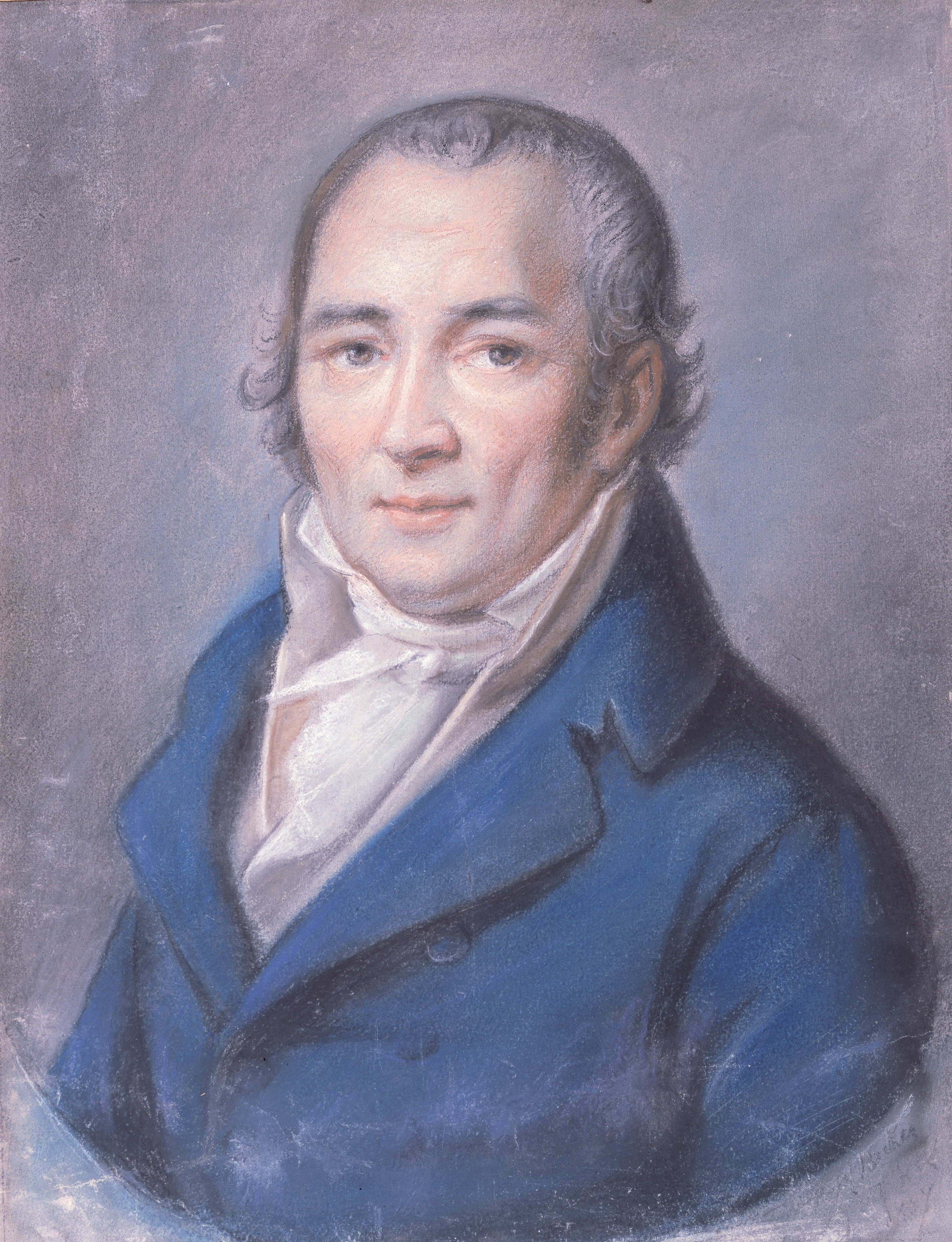
Johann Peter Hebel, Pastell von Philipp Jakob Becker (1807)

Johann Peter Hebel (* 10. Mai 1760 in Basel; † 22. September 1826 in Schwetzingen) war ein deutscher Schriftsteller, evangelischer Geistlicher und Lehrer. 
Hebel wuchs in Hausen im Wiesental und Basel auf und verlor früh beide Eltern. Förderer ermöglichten ihm den Besuch des Karlsruher Gymnasiums, das er 1778 abschloss. Danach studierte er Theologie, wurde ordiniert und unterrichtete im Badischen Oberland. 1791 wurde er als Lehrer an das Karlsruher Gymnasium berufen, dessen Leitung er 1808 übernahm. Seit 1792 wirkte er außerdem als Hofdiakon am Hof Markgraf Karl Friedrichs. 1819 wurde er Prälat der badischen lutherischen Kirche und damit Abgeordneter in der ersten Kammer der Badischen Ständeversammlung. Hebel setzte sich für die Vereinigung der lutherischen mit der reformierten Kirche ein und wurde 1821 der erste Prälat der Evangelischen Landeskirche in Baden.
Inspiriert von der Sehnsucht nach seiner Wiesentäler Heimat verfasste Hebel Gedichte in alemannischer Mundart, die 1803 als Gedichtband Allemannische Gedichte  erschienen und Hebel zum Pionier der alemannischen Mundartliteratur machten. Sein zweites bekanntes Werk sind zahlreiche, auf Hochdeutsch verfasste Kalendergeschichten, die er für die Volkskalender „Badischer Landkalender“ und „Der Rheinländische Hausfreund“ schrieb. Eine Auswahl dieser Geschichten wurde 1811 als Schatzkästlein des rheinischen Hausfreundes veröffentlicht. Dieses nahm Marcel Reich-Ranicki in seinen Kanon deutscher Literatur auf. 
An Hebel erinnern unter anderem das jährliche Hebelfest in seiner Heimatgemeinde Hausen im Wiesental und der Johann-Peter-Hebel-Preis des Landes Baden-Württemberg.

## Leben

### Kindheit und Schulzeit

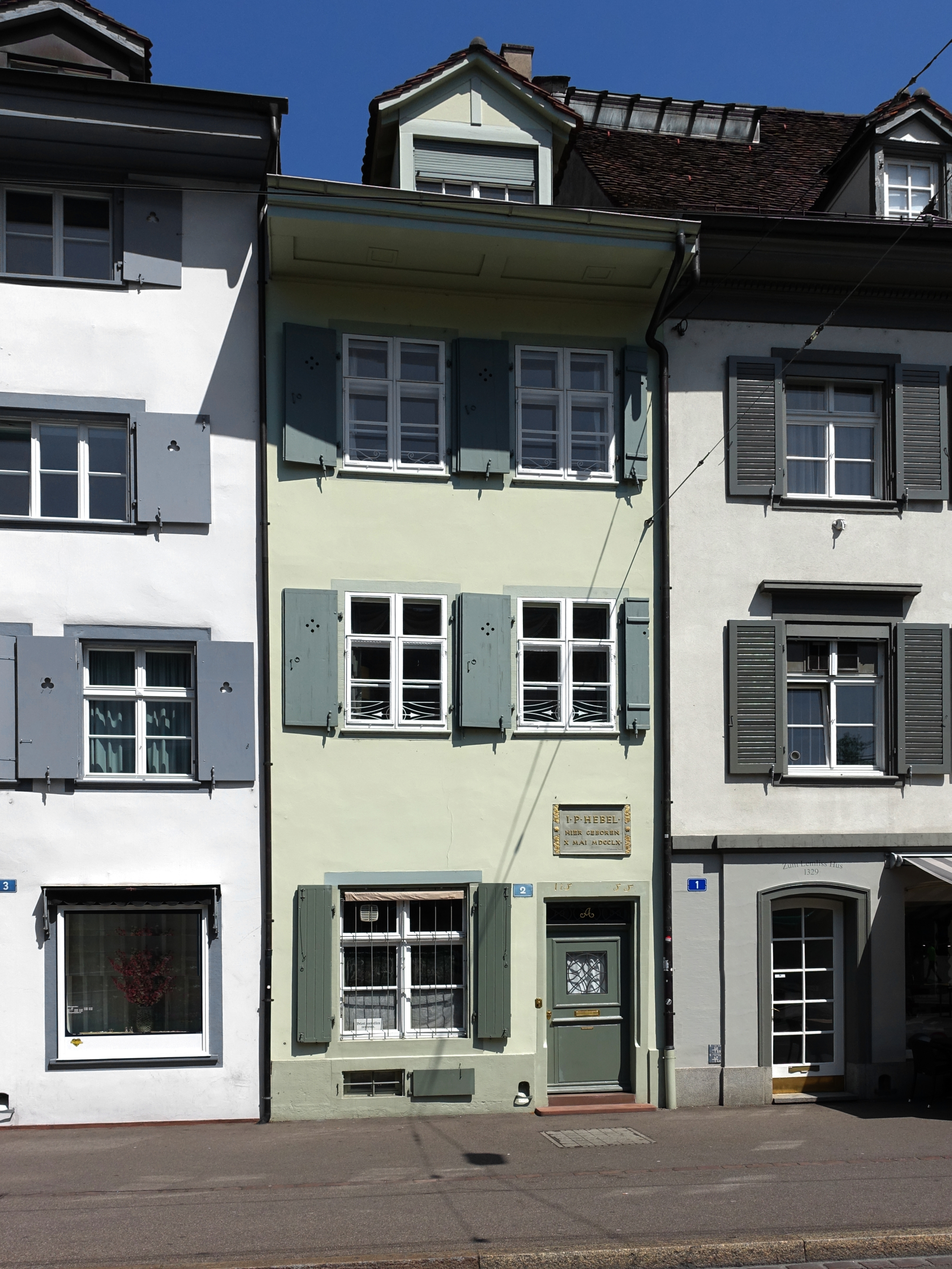
Geburtshaus von J. P. Hebel in Basel

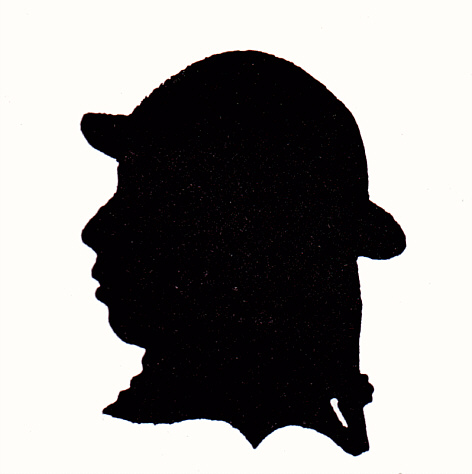
Scherenschnitt von Hebel während seiner Gymnasialzeit

Johann Peter Hebel wurde am 10. Mai 1760 in Basel geboren, wo seine Eltern im Sommer im Patrizier-Haus Iselin arbeiteten. Seine Eltern wurden am 30. Juli 1759 in der Hauinger Dorfkirche getraut. Hebels Vater Johann Jakob, der aus Simmern im Hunsrück nach Südbaden gekommen war, starb bereits 1761 an Typhus. Ebenfalls dem Typhus erlag Hebels jüngere Schwester Susanne, nur wenige Wochen alt.
Seine Kindheit verlebte er zur Hälfte in der Stadt, zur anderen Hälfte in Hausen im Wiesental, dem Heimatdorf seiner Mutter Ursula Hebel (geborene Oertlin), wo sein Vater im Winter als Weber gearbeitet hatte. „Da habe ich frühe gelernt arm sein und reich sein […] nichts haben und alles haben, mit den Fröhlichen froh sein und mit den Weinenden traurig“, erinnerte sich Hebel später in einem Entwurf für eine Predigt. Wie sich später in seinem Werk zeigte, war Hebel sowohl von Erinnerungen an das städtische Basel als auch an das ländliche Wiesental geprägt.
Ab 1766 besuchte Hebel die Volksschule in Hausen und ab 1769 die Lateinschule in Schopfheim (heutiges Theodor-Heuss-Gymnasium), wo er ein Schüler von August Gottlieb Preuschen war. In den Sommermonaten wurde er in der Gemeindeschule in Basel unterrichtet und ab dem Jahre 1772 im dortigen Gymnasium am Münsterplatz. Als Hebel dreizehn war, erkrankte seine Mutter schwer. Mit einem Ochsenkarren eilten Hebel und der Hausener Vogt Johann Jakob Maurer nach Basel, um die Kranke nach Hausen zu bringen. Sie starb jedoch unterwegs im Beisein von Hebel zwischen Brombach und Steinen.
1774 trat Hebel ins Karlsruher Gymnasium illustre ein, wo er von Förderern finanziell unterstützt wurde und als „Kostgänger“ unter anderem bei seinem ehemaligen Lehrer und späteren Hofdiakon Preuschen und dessen Bruder, bei Gymnasialprofessor Christof Mauritii, dem Staatsrechtler Philipp Rudolf Stösser (1751–1825) und dem jungen Beamten Johann Nicolaus Friedrich Brauer speiste. Hebel erbrachte am Gymnasium sehr gute Leistungen, wurde 1776 in die Lateinische Gesellschaft der Markgrafschaft Baden in Karlsruhe aufgenommen und schloss das Gymnasium 1778 ab.

### Als Lehrer in Hertingen und Lörrach
Während seines Studiums wurde er in Erlangen Mitglied im Amicistenorden. Nach einem zweijährigen Theologiestudium (1778–1780) in Erlangen bestand er im September 1780 in Karlsruhe die Examensprüfung und wurde im November Kandidat für ein Pfarramt. Ein solches erhielt er jedoch nicht, sondern trat stattdessen eine Stelle als Hauslehrer in Hertingen beim dortigen Pfarrer Schlotterbeck an. Auf Wunsch Schlotterbecks wurde er nach zwei Jahren ordiniert und betätigte sich auch in der Seelsorge in Hertingen und Tannenkirch. Hebel nutzte seine Zeit in Hertingen außerdem für ausgedehnte Wanderungen im badischen Oberland und bis in den Hunsrück, die Heimat seines Vaters.
1783 wurde er zum Präzeptoratsvikar (Hilfslehrer) am Pädagogium in Lörrach ernannt. Verbunden mit dieser Aufgabe war auch das Predigen in Grenzach; allerdings war die Besoldung so karg, dass Hebel sie mit Nachhilfestunden aufbessern musste. Mit dem Lörracher Schulleiter Tobias Günttert schloss Hebel Freundschaft. Über ihn lernte er auch Gustave Fecht kennen, Güntterts Schwägerin, mit der er eine lang andauernde platonische Beziehung führte und der er zahlreiche Briefe schrieb. Hebel blieb sein Leben lang unverheiratet, obgleich er in späteren Jahren die Schauspielerin Henriette Hendel-Schütz sehr verehrte.

### Wechsel nach Karlsruhe

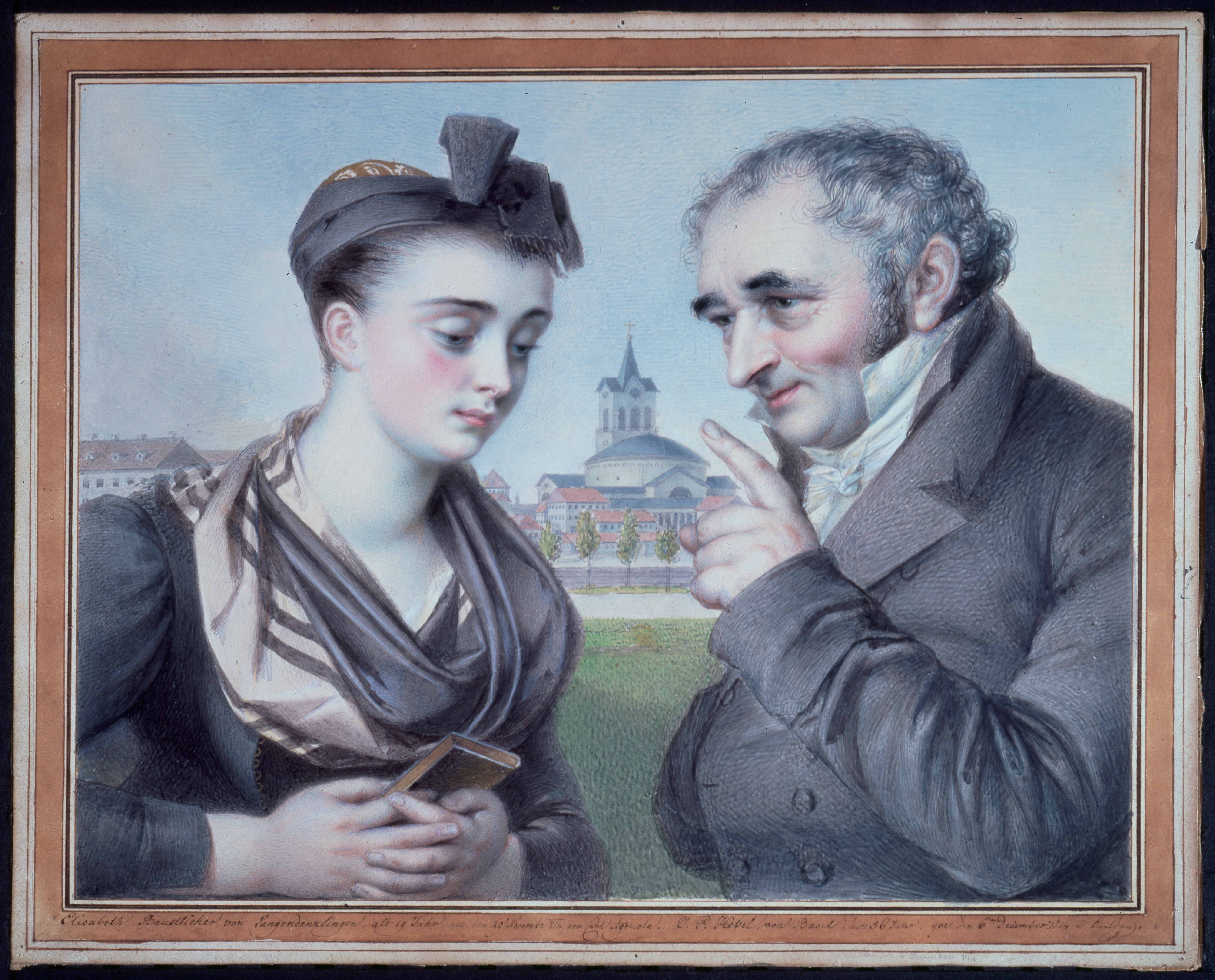
Karl Agricola: Doppelbildnis Johann Peter Hebel mit Elisabeth Baustlicher, 1814 in Karlsruhe (Historisches Museum Basel)

1791 wurde er als Subdiakon an das gymnasium illustre in Karlsruhe berufen, was für ihn den Abschied von Südbaden bedeutete. Neben der Lehrtätigkeit am Gymnasium predigte er in Karlsruhe auch gelegentlich bei Hofe, wobei er sich großer Beliebtheit erfreute. Bereits 1792 wurde Hebel Hofdiakon, 1798 außerordentlicher Professor. Am Gymnasium unterrichtete er weiter mehrere Unterrichtsfächer, darunter auch Botanik und Naturgeschichte.
Hebel unterhielt eine Pflanzensammlung, die er in einem umfangreichen Herbarium zusammengefasst hatte. Er war ferner mit dem Botaniker Karl Christian Gmelin befreundet, dessen Flora badensis alsatica er bezüglich der botanischen (lateinischen und griechischen) Bezeichnungen und Diagnosen überarbeitete. Gmelin seinerseits nahm in diesem Werk die Gewöhnliche Simsenlilie unter dem Namen Hebelia allemannica (heute Tofieldia calyculata) auf. 1799 wurde Hebel Ehrenmitglied der Jenaer mineralogischen Gesellschaft und 1802 korrespondierendes Mitglied der „Vaterländischen Gesellschaft der Ärzte und Naturforscher in Schwaben.“
In jungen Jahren hatte Hebel Klopstock und Jung-Stilling gelesen, später schätzte er vor allem Jean Paul und Johann Heinrich Voß.
Sein Wunsch, sich als Pfarrer um eine Pfarrei im Wiesental kümmern zu dürfen, wurde nicht erfüllt. Wie groß dieser Wunsch war, zeigt sich darin, dass Hebel im Jahr 1820 eine Antrittspredigt für eine Landgemeinde verfasste und darin unter anderem schrieb: „An einem friedlichen Landorte, unter redlichen Menschen als Pfarrer zu leben und zu sterben, war alles, was ich wünschte, was ich bis auf diese Stunde in den heitersten und in den trübsten Augenblicken meines Lebens immer gewünscht habe.“ Stattdessen wurde Hebel, in seinen eigenen Worten, „an einer unsichtbaren Hand immer höher hinan, immer weiter von dem Ziel meiner bescheidenen Wünsche hinweggeführt“. Zwar erhielt er 1805 die Möglichkeit, die lutherische Pfarrei in Freiburg im Breisgau zu übernehmen, lehnte dies allerdings auf Wunsch des Großherzogs Karl Friedrich ab.
1808 wurde er Direktor des Karlsruher Gymnasiums. Hebel blieb bis zu seinem Lebensende in Karlsruhe, von gelegentlichen Reisen in andere Landesteile abgesehen. Das heimatliche badische Oberland und seine ehemaligen Wirkungsstätten Hausen, Schopfheim, Lörrach und Weil besuchte er 1812 ein letztes Mal. Ab 1815 klagte Hebel vermehrt über gesundheitliche Probleme, die sich in den folgenden Jahren verschlimmerten.

### Wirken als Prälat und Abgeordneter
1819 wurde Hebel der erste Prälat der lutherischen Landeskirche und dadurch Mitglied der ersten Kammer der Badischen Ständeversammlung. Als Abgeordneter widmete er sich, seinem Hintergrund entsprechend, vor allem der Bildungs-, Kirchen- und Sozialpolitik. So unterstützte er unter anderem Anträge zur Gründung eines Taubstummeninstituts und Blindenheims und für die bessere Ausbildung der katholischen Geistlichen. Ein Wanderverbot für Handwerksburschen dagegen lehnte er ab. Bei der Einweihung des Landtagsgebäudes in Karlsruhe hielt Hebel die Festrede. 1820 erhielt Hebel zunächst das Ritterkreuz, später auch das Kommandeurkreuz des Ordens vom Zähringer Löwen.
Bei der Vereinigung der lutherischen und reformierten Landeskirche Badens zur heutigen Evangelischen Landeskirche in Baden 1821 spielte Hebel ebenfalls eine wichtige Rolle: Er setzte sich für eine gemeinsame Liturgie der beiden Kirchen ein und war der erste Unterzeichner der die Vereinigung beschließenden Unionsurkunde. Für sein Wirken bei der Vereinigung verlieh ihm die Universität Heidelberg im gleichen Jahr den Ehrendoktortitel in Theologie. Auch der neuen Evangelischen Landeskirche stand Hebel als Prälat vor.

### Tod

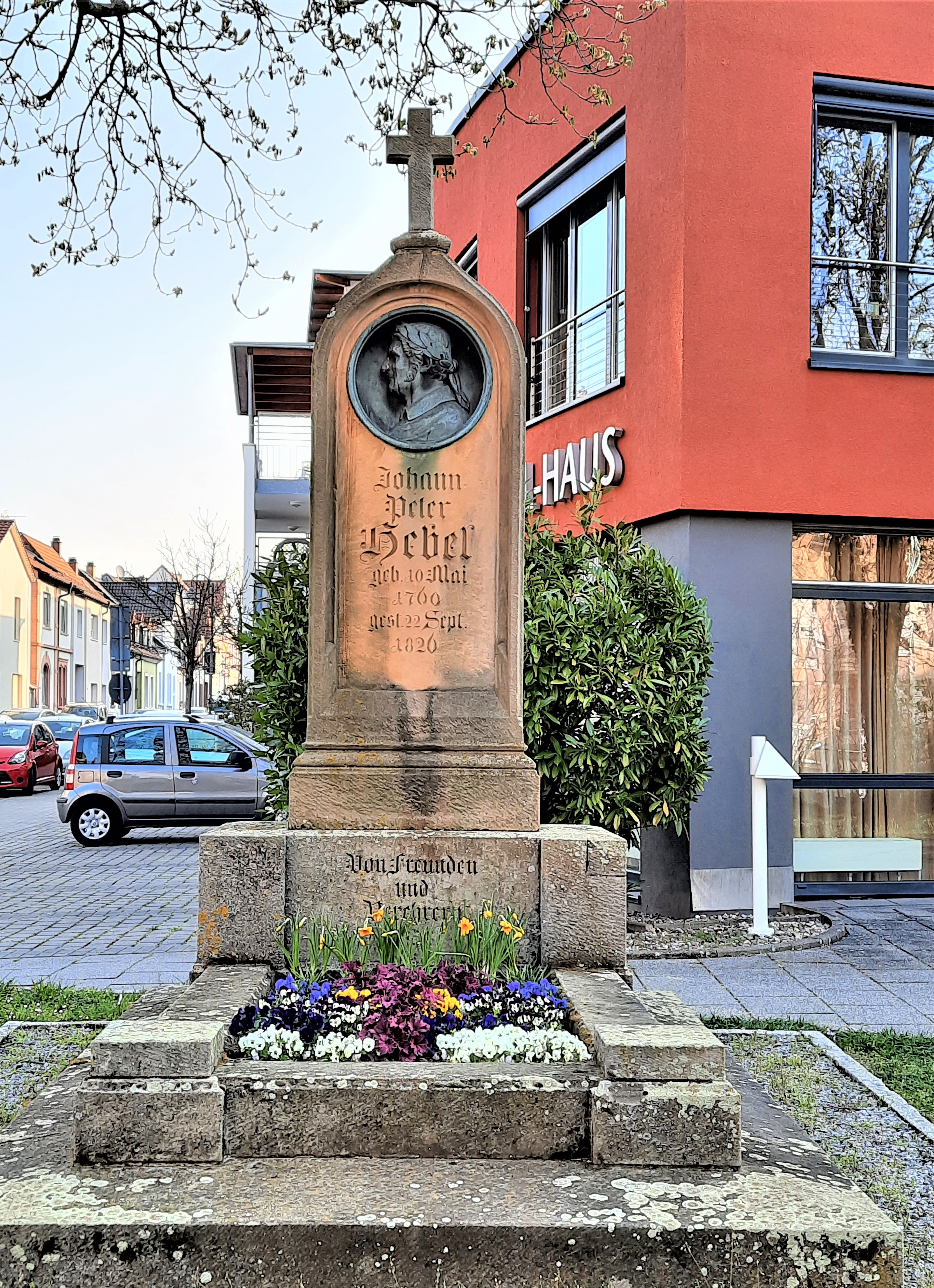
Hebeldenkmal in Schwetzingen

Im September 1826 begab er sich auf eine Dienstreise, um in Mannheim und Heidelberg Schulprüfungen abzunehmen. Nach den Prüfungen in Mannheim, wo er bereits unter starken
Schmerzen gelitten hatte, besuchte er den Gartenbaudirektor Johann Michael Zeyher und seine Frau in Schwetzingen. Sein Gesundheitszustand verschlechterte sich und er bekam hohes Fieber. Wie sich später bei der Obduktion zeigte, litt er an Darmkrebs. Ärzte, die aus Schwetzingen, Mannheim und Karlsruhe herbeigerufen wurden, konnten ihm nicht mehr helfen: Hebel starb in der Nacht auf den 22. September 1826. Er wurde in Schwetzingen beerdigt.
Sein Nachfolger als Prälat der badischen Landeskirche wurde Johannes Bähr.

## Werk

### Allemannische Gedichte

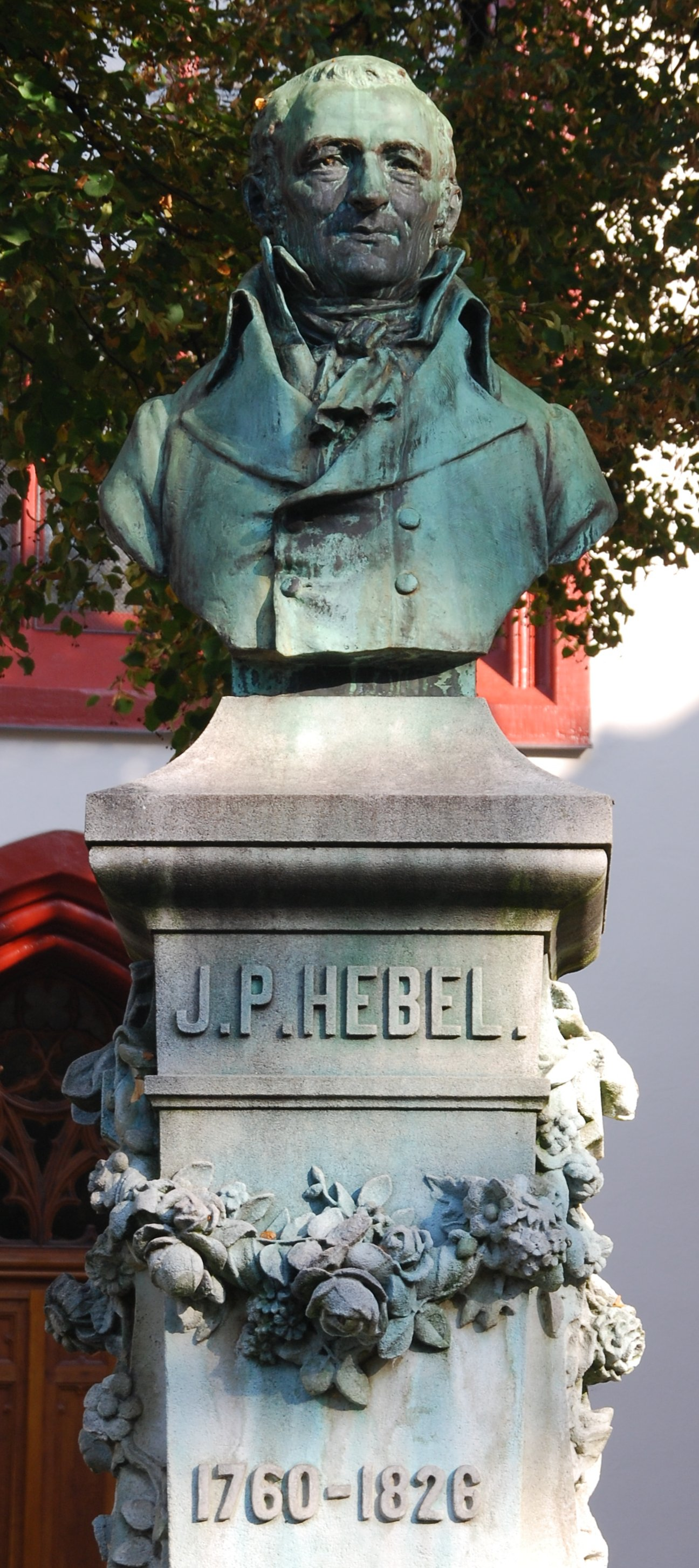
Denkmal Hebels von Max Leu bei der Peterskirche (Basel)

Hebels literarisches Schaffen begann Ende des 18. Jahrhunderts. 1799 besuchte er auf einer Reise seine Wiesentäler Heimat. Nach der Rückkehr nach Karlsruhe schrieb er in den folgenden beiden Jahren, inspiriert von der Sehnsucht nach seiner Heimat, die Allemannischen Gedichte. Die 32 Gedichte „für Freunde ländlicher Natur und Sitten“ waren im Wiesentäler Dialekt geschrieben. In Basel fand Hebel jedoch keinen Verleger, der die Veröffentlichung eines Buches auf Alemannisch wagte, und erst 1803 erschien der Gedichtband bei Philip Macklot in Karlsruhe. Und auch für diese Veröffentlichung hatten Hebel und seine Freunde einige Vorarbeit leisten müssen, denn der Verlag verlangte schon im Voraus eine genügende Zahl von Vorabnehmern. Interessant ist ferner, dass die erste Auflage der Gedichte nur unter den Initialen J.P.H. und mit einer Widmung an Hebels Verwandte und Freunde in Hausen erschien. Als mögliche Gründe werden Scheu und Bescheidenheit, aber auch Angst vor einem Misserfolg genannt.
In den Allemannischen Gedichten stellte Hebel Lebensart, Landschaft und Dialekt seiner Heimat dar; vom Fluss Wiese über eine Beschreibung der Vorzüge des Breisgaus bis hin zur Arbeit im Hausener Eisenwerk. Das vielleicht bekannteste alemannische Gedicht ist Die Vergänglichkeit. In dem Gedicht um Sterben und Vergehen erklärt der Vater (Ätti) dem Bueb anhand der Burgruine Rötteln, wie dereinst selbst die in ihrer Herrlichkeit dastehende Stadt Basel und sogar die ganze Welt verfallen wird. Hebel hat darin auch eigene Erfahrungen vom Tod seiner Mutter verarbeitet: Das Gespräch zwischen Ätti und Bueb findet auf einem Karren auf der Straße zwischen Steinen und Brombach statt, also genau an der Stelle und unter den Umständen, unter denen Hebel seine Mutter verloren hatte. Den Allemannischen Gedichten war ein enormer Erfolg beschieden – auf die anonyme Auflage von 1803 folgte schon ein Jahr später eine neue, dieses Mal mit Nennung des Verfassers. Auch Hebels Landesherr, Markgraf Karl Friedrich, war von den Gedichten offenbar angetan. Hebel musste ihm mehrmals daraus vorlesen und bemerkte dabei die genaue Ortskenntnis des Markgrafen: „Ich muß mich wundern, wie der Marggr. alle Dörfer und Nester, Stauden und Hecken von Utzenfeld bis Lörrach hervor kannte und immer sagen konnte: das ist das, und ia so ists.“ In den folgenden Jahrzehnten erschienen weitere Auflagen in Aarau, Wien und Reutlingen. Berühmte Dichter wie Jean Paul (1803) und Johann Wolfgang von Goethe (1804) schrieben Rezensionen über die Gedichte. Hebel selbst freute sich in einem Brief: „Ich kann in gewißen Momenten innwendig in mir unbändig stolz werden, und mich bis zur Trunkenheit glücklich fühlen, daß es mir gelungen ist unsere sonst so verachtete und lächerlich gemachte Sprache classisch zu machen, und ihr eine solche Celebritat zu ersingen.“
Die Allemannischen Gedichte zählen zu den häufig illustrierten Gedichten der deutschen Literatur. Sie wurden unter anderem illustriert von Benjamin Zix (drei Radierungen in der dritten Auflage der Gedichte), Sophie Reinhard, Julius Nisle, Ludwig Richter und Kaspar Kögler. Die Zehn Blätter nach Hebels Allemannischen Gedichten, componirt und radirt von Sophie Reinhard (1820) wurden, ohne Nennung der Künstlerin, auf einer Postkartenserie popularisiert (Verlag C. R. Gutsch, Lörrach, Hebelpostkarte Nr. 1–10). Einige Bilder zu den Gedichten finden sich zudem auf dem Notgeld von Schopfheim.

### Kalendergeschichten
Hebels zweites bekanntes Werk sind seine Kalendergeschichten, die er ab 1803 für den Badischen Landkalender verfasste und besonders ab 1807 für dessen Nachfolger, den Rheinländischen Hausfreund. Der alte lutherisch-badische Landkalender hatte Anfang des 19. Jahrhunderts Absatzschwierigkeiten, und Hebel war Mitglied einer Kommission, die Verbesserungsvorschläge erarbeiten sollte. Im Laufe der Diskussionen wurde Hebel schließlich Redakteur für den neuen Kalender, der den Namen Rheinländischer Hausfreund trug und erstmals 1807 erschien. Eine der wichtigsten Neuerungen des Hausfreundes war der vergrößerte Textteil, in dem „lehrreiche Nachrichten und lustige Geschichten“ veröffentlicht wurden. Hebel selbst verfasste jedes Jahr etwa 30 dieser Geschichten und hatte somit maßgeblichen Anteil am großen Erfolg des Hausfreundes, dessen Auflage sich auf rund 40.000 Exemplare verdoppelte. 1811 erschien obendrein das Schatzkästlein des rheinischen Hausfreundes, eine Sammlung der interessantesten Kalendergeschichten. Weitere Auflagen folgten 1816 und 1827. Hebels Geschichten erzählten Neuigkeiten, kleinere Geschichten, Anekdoten, Schwänke, abgewandelte Märchen und Ähnliches. Sie dienten der Unterhaltung, ließen den Leser aber auch eine Lehre aus dem Text ziehen. Die wohl bekanntesten Kalendergeschichten Hebels sind Unverhofftes Wiedersehen und Kannitverstan. Nach Ansicht Ernst Blochs ist erstere „die schönste Geschichte der Welt“. 1815 kam es jedoch zum Streit, da Hebels 1814 verfasste Kalendergeschichte Der fromme Rat, die von Katholiken teilweise als anstößig empfunden worden war, aus dem Kalender entfernt wurde. In der Folge trat Hebel als Redakteur zurück und verfasste deutlich weniger Kalendergeschichten als in früheren Jahren. Nur für den Kalender 1819 sprang er nochmals mit einer größeren Anzahl von Beiträgen aus seiner Feder ein, um das Erscheinen des Rheinländischen Hausfreundes in diesem Jahr zu ermöglichen.

### Biblische Geschichten
Nach den Kalendergeschichten engagierte sich Hebel sehr beim Entwurf für ein neues biblisches Schulbuch für den evangelischen Religionsunterricht. Hebel fertigte ein Gutachten an, in dem er für das neue Lehrwerk mehrere Kriterien aufstellte: Es sollte einen klaren und einfachen Satzbau und eine spannende Erzählweise der biblischen Berichte aufweisen und dabei das Alter der jugendlichen Leser – zwischen zehn und vierzehn Jahren – berücksichtigen. Schließlich erhielt Hebel selbst den Auftrag, ein solches Buch zu verfassen. In fünfjähriger Arbeit entstanden die Biblischen Geschichten, die 1824 veröffentlicht wurden und bis 1855 Lehrbuch waren. Auch die katholischen Behörden fassten Hebels Bibelgeschichten positiv auf; eine leicht veränderte katholische Schulbuchversion war bereits geplant und von Hebel abgesegnet, wurde dann jedoch durch eine andere Bearbeitung verdrängt.
Die Biblischen Geschichten wurden schon bald ins Dänische (1826), Italienische (1828 und 1844), Surselvische (1831), Niederländische (1847) und Oberengadinische (1857) übersetzt.

## Rezeption und Erbe

### Rezeption

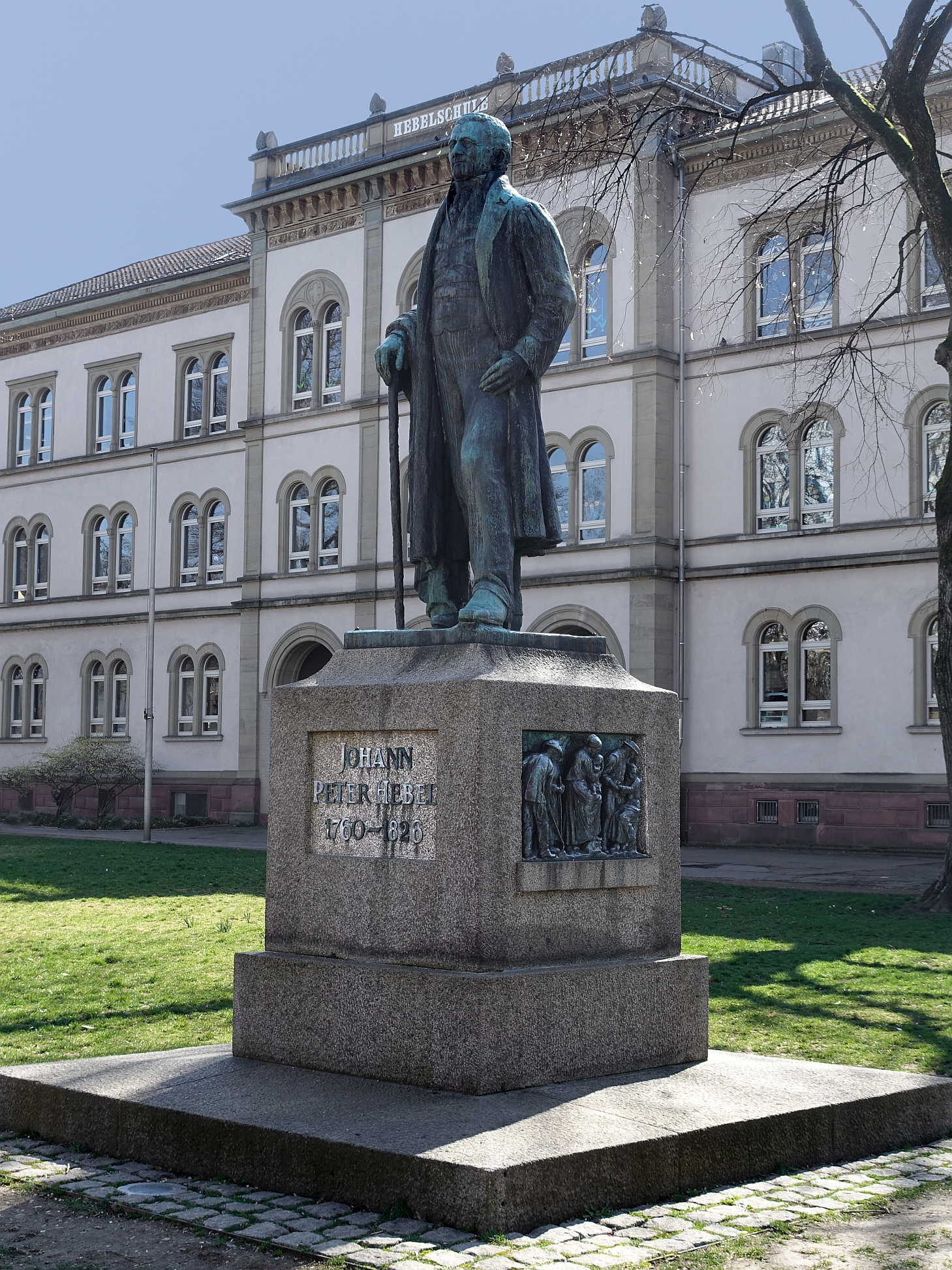
Denkmal von Bildhauer Wilhelm Gerstel im Hebelpark in Lörrach

Zu Hebels Bewunderern zählten berühmte Literaten wie Johann Wolfgang von Goethe, Gottfried Keller und Leo Tolstoi. Goethe, der sich selbst einmal an einem Gedicht in alemannischer Mundart versucht hatte, lobte insbesondere die Allemannischen Gedichte: Hebel habe, so Goethe, „auf die naivste, anmutigste Weise durchaus das Universum verbauert“. Goethe wehrte sich auch gegen Rufe, Hebels Gedichte zu übersetzen: „Einen solchen Dichter muss man im Original lesen! Dann muss man halt diese Sprache lernen!“ Bei einem Treffen mit Hebel im Oktober 1825 ließ sich Goethe von diesem aus den Allemannischen Gedichten vortragen und schrieb später über ihn, er sei „ein ganz trefflicher Mann“. Weitere Bewunderer Hebels waren die Brüder Grimm. Mit Jacob Grimm kam es 1814 auch zu einem Treffen in Karlsruhe. Hebel beeinflusste die Mundartlyrik jahrzehntelang, direkt wie den Baselbieter Dichterpfarrer Jonas Breitenstein, der Hebel in Titeln verschiedener Werke und Anthologien die Reverenz erwies oder indirekt, indem er die Eignung der Mundart als dichterische Sprache etablierte.
Besonders an Hebels Werk hervorgehoben wird die Verbindung von Volkstümlichem mit tieferen Aussagen und Gedanken. So lobte beispielsweise August Vilmar, Hebels Vergänglichkeit gebe dem volksmäßigen Vordergrund einen Hintergrund, den man bei anderen volkstümlichen Idyllendichtern vergeblich suche. Vilmar hob ferner Hebels Naturbeschreibungen der Wiese und das Gedicht Sonntagsfrühe hervor, insbesondere aber die Geschichten des Schatzkästleins: „Die Erzählungen […] sind an Laune, an tiefem und wahrem Gefühl, an Lebhaftigkeit der Darstellung vollkommen unübertrefflich und wiegen ein ganzes Fuder Romane auf.“ Auch Theodor Heuss lobte an Hebels Werk, dass er die bodenständige alemannische Sprache nicht zur Parodisierung und Vulgarisierung nutzte, sondern sie zu „einem Werkzeug echten Dichtertums“ machte und ein Werk schuf, in dem, so Heuss, „der Unterton des Bleibenden, des Gültigen, des Ewigen, des Ewig-Menschlichen mitklingt“.
Auch spätere Autoren brachten Hebel hohe Wertschätzung entgegen. Charakteristisch hierfür ist auch ein Zitat von Hermann Hesse: „Wir lesen, glaube ich, auch heut noch in keiner Literaturgeschichte, dass Hebel der größte deutsche Erzähler war, so groß wie nur Keller und viel sicherer und in der Wirkung reiner und mächtiger als Goethe.“ Theodor W. Adorno rühmte Johann Peter Hebels Aufsatz Die Juden als eines „der schönsten Prosastücke zur Verteidigung der Juden, das deutsch geschrieben wurde“, und Elias Canetti beschrieb in Die gerettete Zunge, welchen Stellenwert für ihn Hebels Schatzkästlein hatte: „Kein Buch habe ich geschrieben, das ich nicht heimlich an seiner Sprache maß, und jedes schrieb ich zuerst in der Kurzschrift nieder, deren Kenntnis ich ihm allein schulde.“
Marcel Reich-Ranicki schrieb: „Hebels Geschichten gehören zu den schönsten in deutscher Sprache“ und nahm das Schatzkästlein in seinen Kanon der deutschen Literatur auf. Ebenfalls Teil des Kanons ist Die Rose, eines der wenigen hochdeutschen Gedichte Hebels. Das Schatzkästlein wurde außerdem in die ZEIT-Bibliothek der 100 Bücher aufgenommen.
Patrick Roth verfasste mit seinem Essay Johann Peter Hebels Hollywood oder Freeway ins Tal von Balzac (1995) eine weitere Hommage an Hebel: Der Text erzählt von der Selbstfindung des jungen Roth als deutscher Schriftsteller in Amerika und beginnt mit einer Autofahrt durch Los Angeles und der auf Band gelesenen Lieblingsgeschichte Roths: „‚Unverhofftes Wiedersehen‘. Von Hebel so erzählt, daß man glauben lernt, alles Geliebt-Verlorene eines Tages doch noch wiederzusehen.“
Der Schriftsteller und Literaturwissenschaftler W. G. Sebald interpretiert in seinem Essay Es steht ein Komet am Himmel – Kalenderbeitrag zu Ehren des rheinischen Hausfreunds die Kalendergeschichten als tiefste emotionale Momente. Hebels Sprache kehre sich nach innen und der Erzähler lege uns beinahe spürbar seine Hand auf den Arm: „Hebel löst sich aus dem Zusammenhang des Lebens und begibt sich auf jene höhere Warte, von der aus man […] hinübersieht in das entfernte gelobte Land der Menschen, jene Heimat eben, in der […] noch keiner gewesen ist.“

### Vertonungen
Hebels Gedichte sind seit ihrem ersten Erscheinen oft vertont worden. Der hauptsächlich als Kirchenmusiker tätige Martin Vogt publizierte vor 1814 Vertonungen der wichtigsten Allemannischen Gedichte, die 2019 neu herausgegeben worden sind. Der Musiker Uli Führe hat selbst Texte von Hebel vertont; zu seinem Repertoire gehören aber auch neu entdeckte Vertonungen von Johann Benjamin Groß. Felix Mendelssohn Bartholdy vertonte 1844 Hebels Neujahrslied. Eine moderne Tonsprache sprechen Thüring Bräms Liederzyklus Vergänglichkeit und weitere Gedichtvertonungen.

### Gesellschaften und Museen
Dem Leben und Werk Hebels widmen sich unter anderem der Hebelbund Lörrach, der Hebelbund Müllheim und die Basler Hebelstiftung. Das Hebelhaus in Hausen im Wiesental, ein Heimat- und Literaturmuseum, erinnert an den Dichter. Das Museum am Burghof (jetzt Dreiländermuseum) Lörrach ist eine weitere wichtige literarische Gedenkstätte an Johann Peter Hebel. Es präsentierte zu Hebels 250. Geburtstag die interaktive Ausstellung „Johann Peter Hebel – Bewegter Geist, bewegtes Leben“.

## Ehrungen

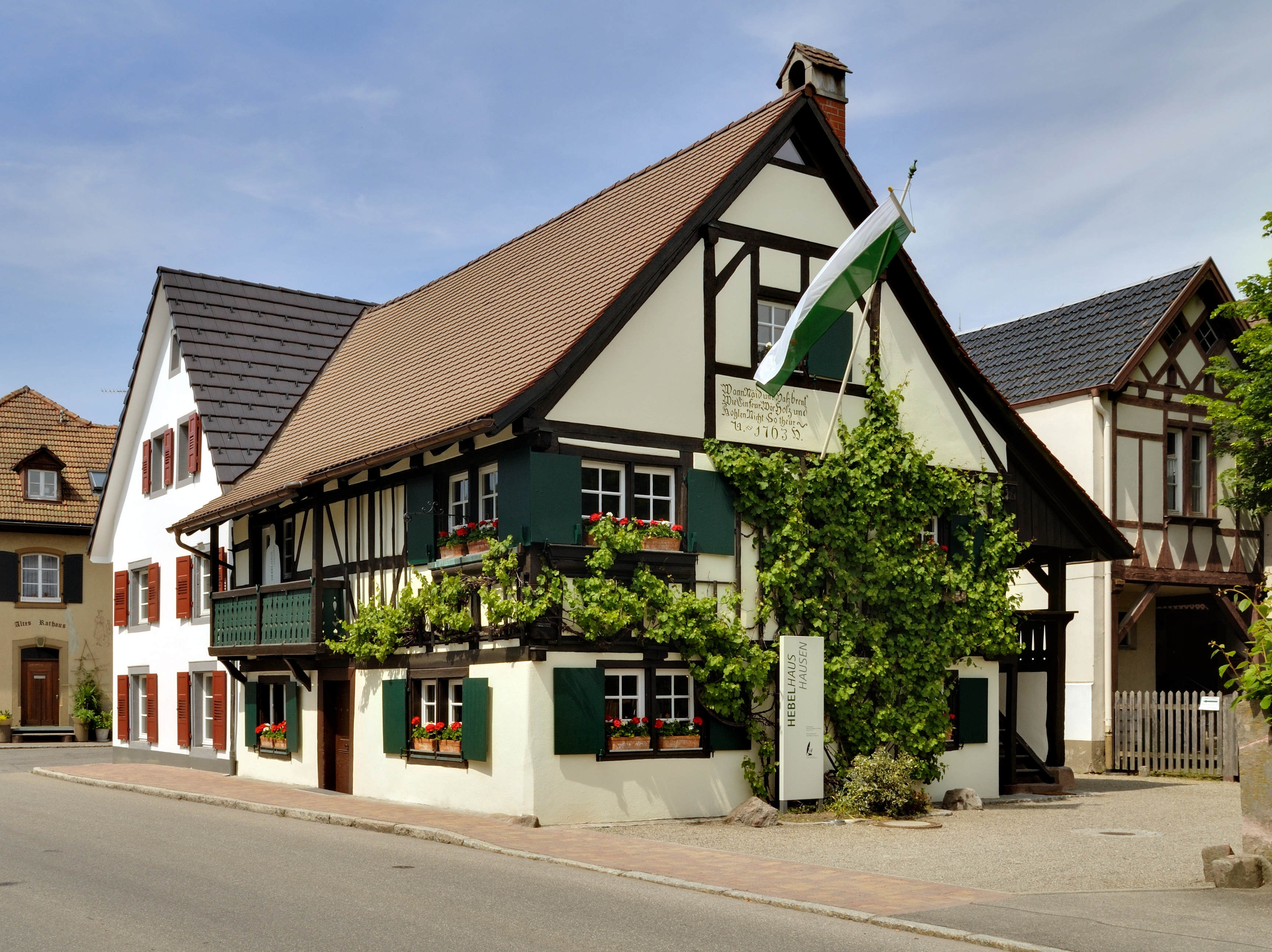
Das „Hebelhuus“, das Heimathaus von Johann Peter Hebel in Hausen im Wiesental

Zu Hebels Ehren wurde 1936 der Johann-Peter-Hebel-Preis gestiftet. Der Preis wird vom Land Baden-Württemberg alle zwei Jahre an Schriftsteller, Übersetzer, Essayisten, Medienschaffende oder Wissenschaftler vergeben, die durch ihr publizistisches Werk dem alemannischen Sprachraum oder Johann Peter Hebel verbunden sind. Verleihungsort des mit 10.000 Euro dotierten Preises ist Hausen im Wiesental, wo jedes Jahr am 10. Mai das Hebelfest stattfindet. Die Gemeinde Hausen verleiht obendrein jedes Jahr die Johann-Peter-Hebel-Plakette an Persönlichkeiten aus der Oberrheinregion. Schwetzingen ehrt Johann Peter Hebel durch das Hebelgedenken und den Hebeltrunk.
1926 wurde das Lörracher Pädagogium, Hebels einstige Wirkungsstätte, in Hebel-Gymnasium umbenannt. Heute wird das Gebäude vom Dreiländermuseum genutzt, in dessen Hebelsaal der Hebelbund Lörrach auch seine Veranstaltungsreihe „Literarische Begegnungen“ durchführt. Auch in Pforzheim und in Schwetzingen sind die dortigen Gymnasien nach ihm benannt. Mehrere Grundschulen – überwiegend in Südbaden, aber auch in Mannheim, Essen und in Berlin – sowie viele Straßen im deutschen Sprachraum tragen seinen Namen. 1889 richteten die Eigentümer des Feldberger Hofs eine neue Hebelstube ein. Sie gewannen Sebastian Luz, den Raum mit zwölf volkstümlichen Schwarzwaldbildern auszuschmücken.
Hebel-Denkmäler befinden sich unter anderem im Karlsruher Schlosspark, in Basel, Hausen, Schopfheim und im Hebelpark Lörrach. Das Johann-Peter-Hebel-Denkmal in Lörrach schuf der Bildhauer Wilhelm Gerstel.
Die Evangelische Kirche in Deutschland hat einen Gedenktag für Hebel im Evangelischen Namenkalender am 22. September eingerichtet. Seit 2005 ist außerdem die Prälat-Hebel-Kirche in Schliengen nach ihm benannt.
2001 wurde der Asteroid (19970) Johannpeter nach ihm benannt.

## Galerie

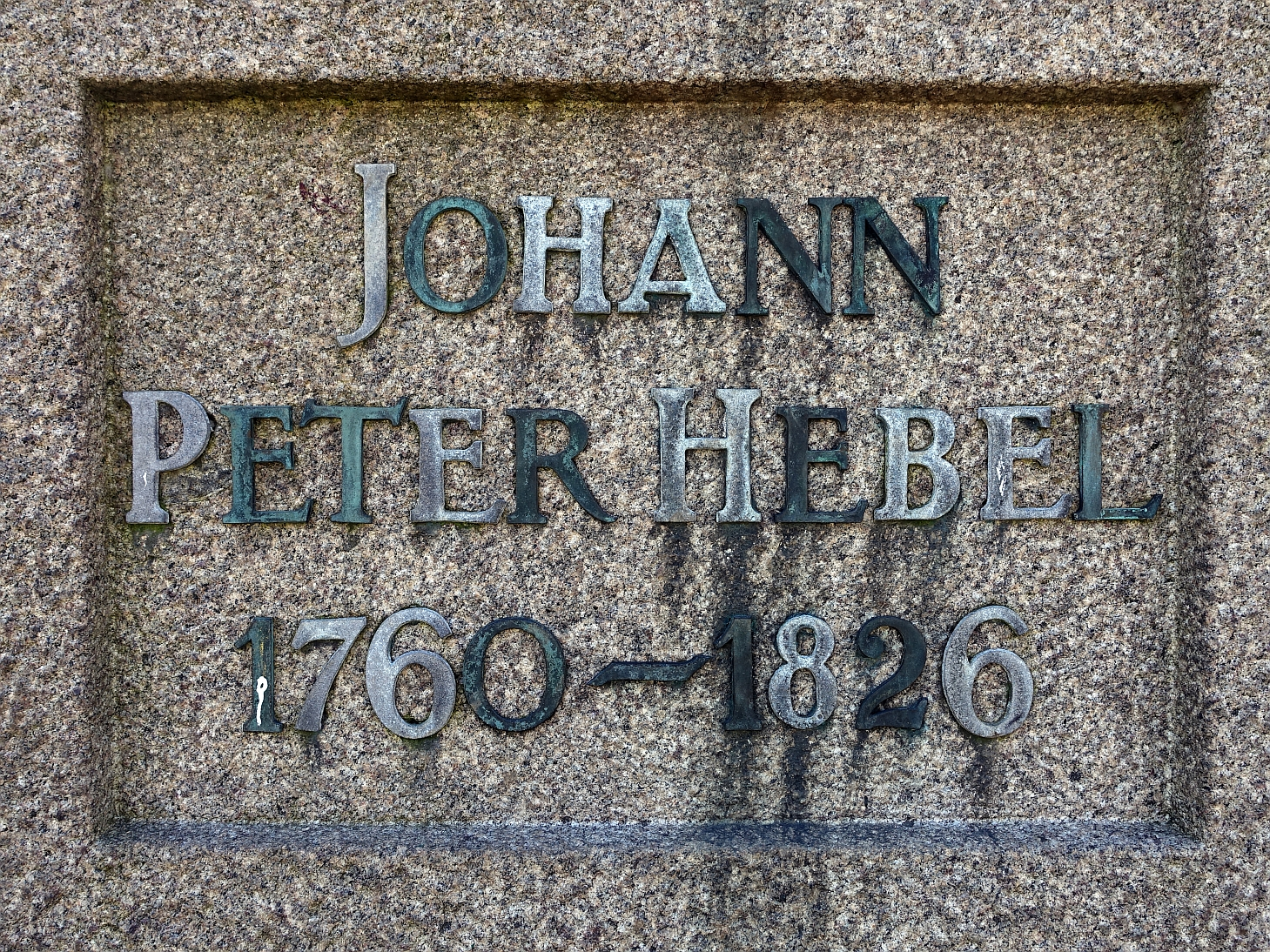
Inschrift im Denkmalsockel von Johann Peter Hebel im Hebelpark, Lörrach
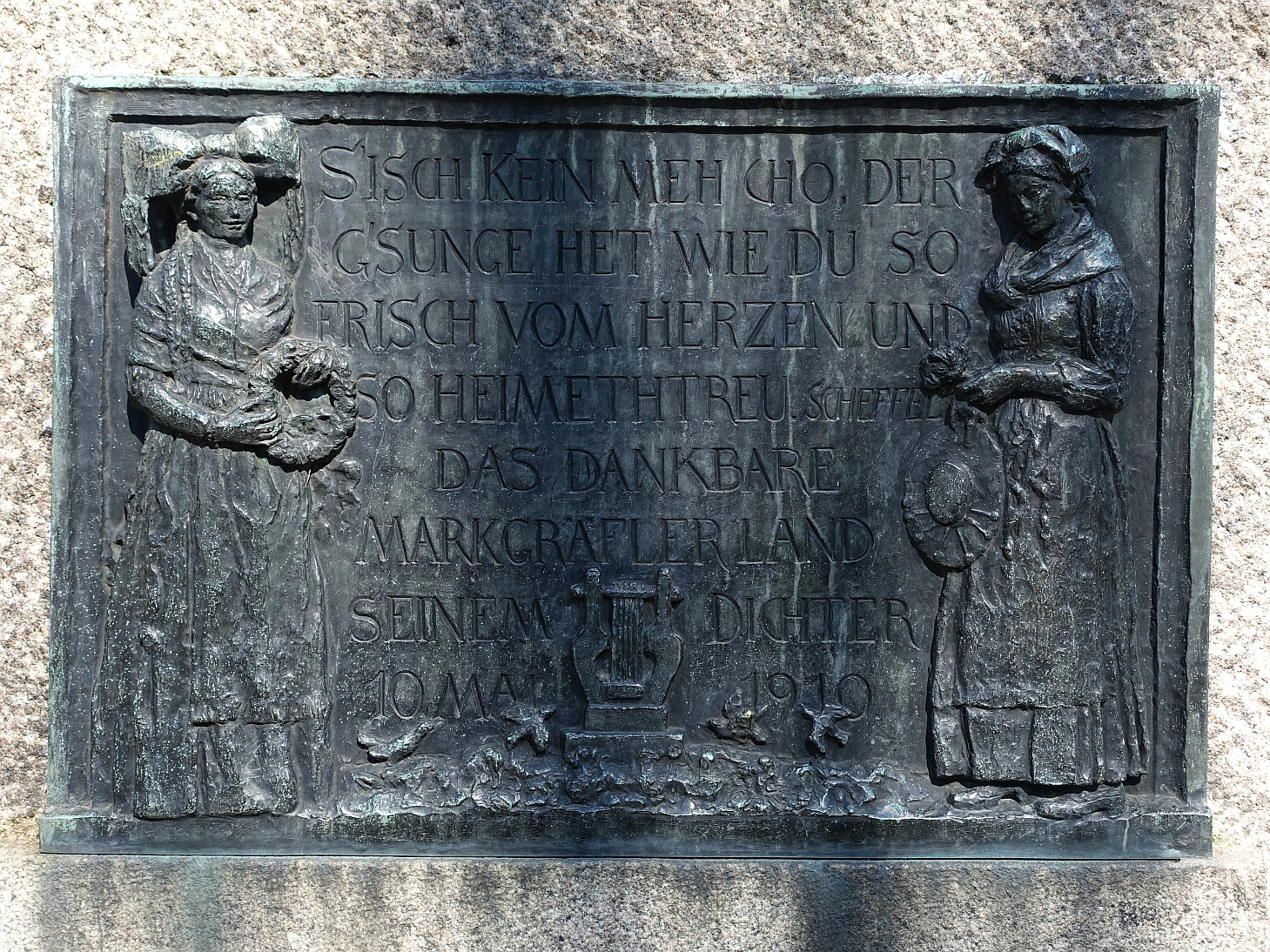
Gedicht Inschrift
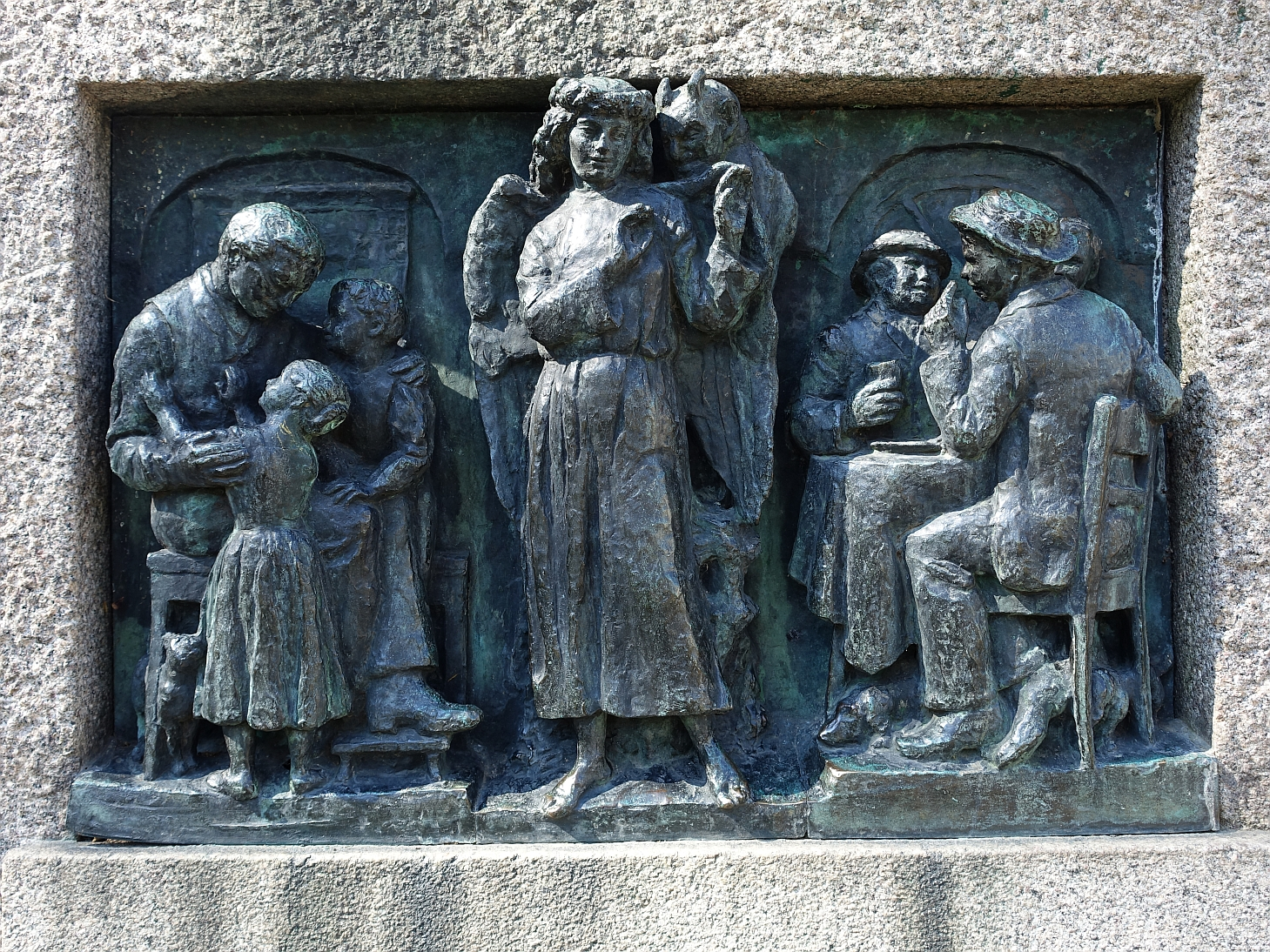
Bronze Relief im Denkmalsockel von Johann Peter Hebel
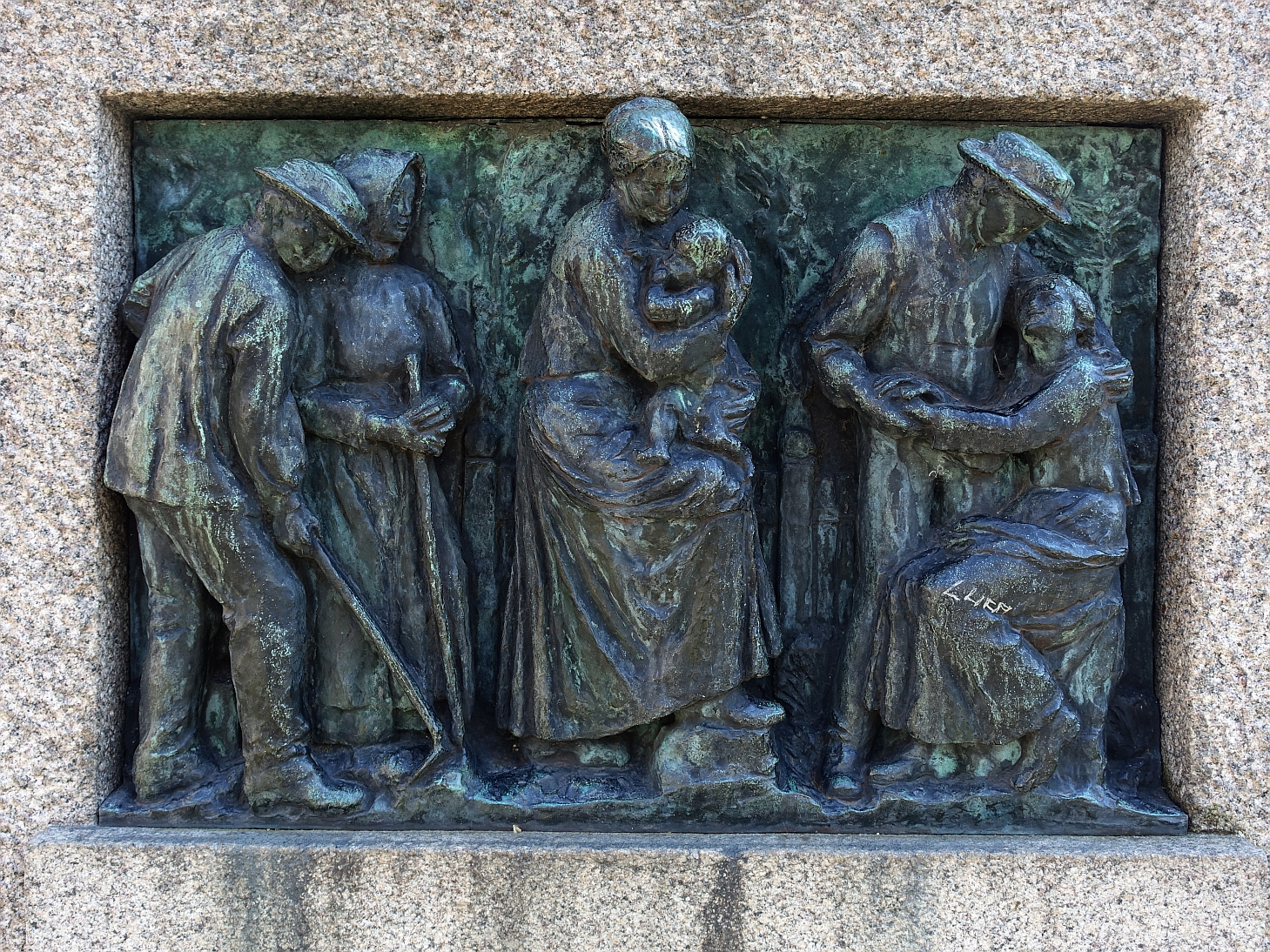
Bronze Relief im Denkmalsockel von Johann Peter Hebel

## Schriften

Aus: Allemannische Gedichte, erste Illustration zu Der Morgenstern (Illustrator: Ludwig Richter)

- Allemannische Gedichte. Für Freunde ländlicher Natur und Sitten. Karlsruhe 1803. (anonym) (Digitalisat und Volltext im Deutschen Textarchiv) (zweite Auflage 1804 mit Verfasserangabe)
  - Allemannische Gedichte. Für Freunde ländlicher Natur und Sitten. Poésies Alémaniques. Pour les amis de la nature et des mœurs rurales. Traduit par Raymond Matzen.
Zweisprachige Ausgabe alemannisch/französisch Morstadt Verlag, Kehl am Rhein 2010, ISBN 978-3-88571-362-3.
  - Allemannische Gedichte für Freunde ländlicher Natur und Sitten. Nach der Ausgabe von 1851. Mit 95 Holzschnitten von Ludwig Richter. Harenberg, Dortmund (= Die bibliophilen Taschenbücher. Band 42).
- Der Rheinländische Hausfreund. Kalendergeschichten über mehrere Jahrgänge (1803–1811)
  - Kalendergeschichten. Carl Hanser, München 1999.
- Schatzkästlein des rheinischen Hausfreundes. Cotta, Stuttgart 1811. (Zusammenstellung der Kalendergeschichten mit wenigen Auslassungen und Umstellungen) (Digitalisat und Volltext im Deutschen Textarchiv)
  - Aus dem Schatzkästlein des Rheinischen Hausfreundes. Mit Illustrationen von K. F. Schulz. Vitales, Furth im Wald 2001, ISBN 3-934774-93-8.
  - Schwänke aus dem Rheinländischen Hausfreund. Hrsg. von Hubert Göbels. Mit Illustrationen von Carl F. Schulz. Harenberg, Dortmund (= Die bibliophilen Taschenbücher. Band 87).
- Biblische Geschichten. Für die Jugend bearbeitet. Cotta, Stuttgart 1824 (Band 1, Band 2).
- Briefe. Hrsg. von Wilhelm Zentner. 2 Bände. Müller, Karlsruhe 1957.
- Poetische Werke. Nach den Ausgaben letzter Hand und der Gesamtausgabe von 1834 unter Hinzuziehung der früheren Fassungen. Winkler, München 1961.
- Excerpthefte, herausgegeben von Hansgeorg Schmidt-Bergmann und Julie Freifrau Hiller von Gaertingen. Schriften des Museums für Literatur am Oberrhein, Karlsruhe 2010, ISBN 978-3-7650-8585-7.
- Predigten. „Die Morgenröthe der Aufklärung, die Milderung der Sitten“. Hrsg. von Thomas K. Kuhn und Hans-Jürgen Schmidt. Schwabe, Basel 2010, ISBN 978-3-7965-2666-4.
- Glück und Verstand. Minutenlektüren. Herausgegeben von Hansgeorg Schmidt-Bergmann und Franz Littmann. Hoffmann & Campe, Hamburg 2009, ISBN 3-455-40232-1.
- Sämtliche Schriften.
  - Band II/Band III: Erzählungen und Aufsätze. C. F. Müller, Karlsruhe 1990.
  - Band V: Biblische Geschichten. C. F. Müller, Karlsruhe 1991, ISBN 3-7880-9805-8.
  - Band VI/Band VII: Predigten und Predigtentwürfe. Stroemfeld, Frankfurt am Main/Basel 2010, ISBN 978-3-87877-534-8.
  - Band VIII: Theologische Schriften. Stroemfeld, Frankfurt am Main/Basel 2013, ISBN 978-3-87877-537-9.
- Gesammelte Werke: Kommentierte Lese- und Studienausgabe in sechs Bänden. Wallstein, Göttingen 2019. ISBN 978-3-8353-3256-0.